# 格拉扎克
格拉扎克（法語：Grazac，法語發音：[ɡʁazak]）是法国上卢瓦尔省的一个市镇，位于该省东部偏北，属于伊桑若区。

## 地理
格拉扎克（45°11'15"N, 4°11'0"E）面积21.66 平方千米，位于法国奥弗涅-罗讷-阿尔卑斯大区上盧瓦爾省，该省份为法国中南部省份，北起多姆山省和卢瓦尔省，西接康塔爾省，南至洛泽尔省，东临阿尔代什省。
与格拉扎克接壤的市镇（或旧市镇、城区）包括：拉普特、圣热尔、利尼翁河畔圣莫里斯、圣西戈莱娜、莱维莱特、伊桑若。

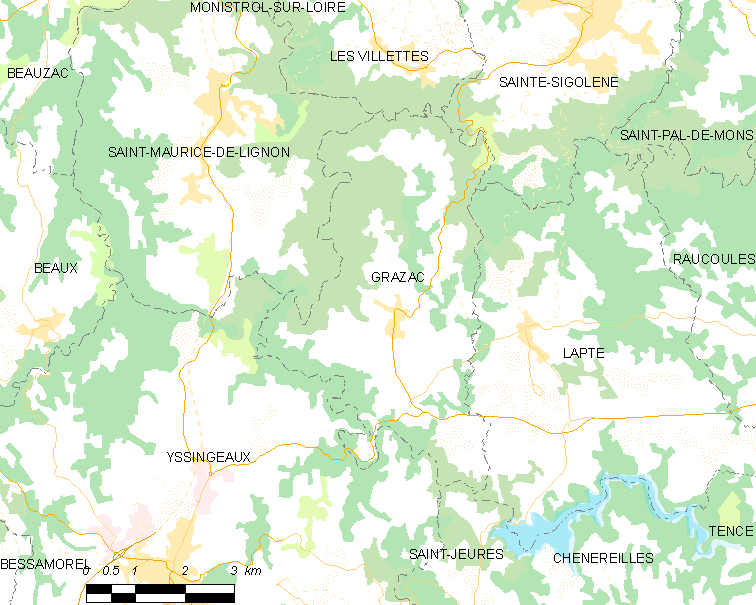
格拉扎克的OSM定位图

格拉扎克的时区为UTC+01:00、UTC+02:00（夏令时）。

## 行政
格拉扎克的邮政编码为43200，INSEE市镇编码为43102。

## 政治
格拉扎克所属的省级选区为伊桑若縣。

## 人口

1962-2008年间格拉扎克人口变化图示

格拉扎克于2022年1月1日时的人口数量为1126人。